# Новоалександровское (Николаевская область)
Новоалекса́ндровское (укр. Новоолександрівське) — село на Украине, Новоодесском районе Николаевской области. Население составляет 17 человек. Орган местного самоуправления — Димовский сельский совет. Код КОАТУУ — 4824882604.